# Pinhalzinho
Pinhalzinho este un oraș în Santa Catarina (SC), Brazilia.